# Тес Геритсен
Тес Геритсен (енгл. Tess Gerritsen; Сан Дијего, 12. јун 1953) је америчка књижевница и пензионисани лекар. Дете је кинеске имигранткиње и кинеско-америчког кувара морске хране

## Биографија
Тес је рођена у Сан Дијегу у Калифорнији, која је једна од савезних држава у САД.
На наговор родитеља је уписала, а 1975. је завршила студије антропологије на Универзитету Стандорд. Недуго затим и медицину на Универзитету Калифорнија у Сан Франциску
Као лекар радила је у Хонолулуу.

## Каријера писца

### Романтични трилери
Иако је одмалена волела да пише, конкретном писању се враћа на породиљском одсуству. Инспирисана романтичним причама које је читала радећи као лекар, Тесин први роман је романтични трилер. Call after midnight који је објављен 1987.
У серијалу романтичних трилера има 8 романа, од којих ни један није преведен на српски језик.

### Медицински трилери
Године 1996. Тес пише Harvest (Берба) - свој први медицински трилер. 
Инспирацију за ову књигу добија у разговору са пензионисаним детективом који је на свом последњем путовању за Русију, заједно са локалном полицијом открио да деца са улица Москве нестају и они верују да су киднаповани како би у иностранству били коришћени као даваоци органа.
У овом серијалу има још три медицинска трилера (Life Suporrt,  и ) који такође нису преведени на српски језик.

### Криминалистички трилери
Оно по чему се Тес највише прославила јесу управо романи из ове категорије, који су уједно њено највеће достигнуће као писца.
Први у низ крими романа јесте Хирург. Објављен 2001. г. у Америци, а 2008. у Србији. За овај роман је добила престижну Rita награду.
Радња прати полицијског детектива Џејн Рицоли и њене сараднике у потрази за поремећеним психопатом ког називају Хирург. 
У Доминатору, својој другој књизи из истог серијала Тес представља другог главног лика, судског патолога, Мору Ајлс. Тако и настаје серијал романа Рицоли/Ајлс који поред Хирурга и Доминатора има још девет књига, од којих је укупно шест преведено на српски језик.
Серијал ових романа даје инспирацију за настанак истоветне серије - Рицоли и Ајлс. У Главним улогама су Енџи Хармон као Рицолијева и Саша Александер као Ајлсова.
Серија за сада има 6 сезона, са преко 80 епизода.
Тесине књиге су објављене у 40 земаља и продате у 25 милиона примерака.

## Објављене књиге

### Романтични трилери
- Call After Midnight (1987)
- Under the Knife (1990)
- Never Say Die (1992)
- Whistleblower (1992)
- Presumed Guilty (1993)
- In Their Footsteps" (1994)
- Peggy Sue Got Murdered (1994) касније реиздат као Girl Missing
- Thief of Hearts (1995) касније реиздат као Stolen
- Keeper of the Bride (1996)

### Медицински трилери
- Harvest (1996)
- Life Support (1997)
- Bloodstream (1998)
- Gravity (1999)
- The Bone Garden (2007)
- Girl Missing (2009)

### Рицоли/Ајлс серијал
- Хирург - енгл. The Surgeon (САД 2001/ СРБ 2008)
- Доминатор - енгл. The Apprentice (САД 2002/ СРБ 2009)
- Грешник - енгл. The Sinner (САД 2003/ СРБ 2009)
- Двојница - енгл. Body Double (САД 2004/ СРБ 2011)
- Нестала - енгл.  (САД 2005/ СРБ 2012)
- Клуб Мефисто - енгл. The Mephisto Club (САД 2006/ СРБ 2014)
- Сувенир - енгл. The Keepsake (САД 2008/ СРБ 2016)
- Ice Cold (2010)
- The Silent Girl (2011)
- Last To Die (2012)
- Die Again  (2014)